# Forcipomyia pictisquamipennis
Forcipomyia pictisquamipennis är en tvåvingeart som beskrevs av Tokunaga 1959. Forcipomyia pictisquamipennis ingår i släktet Forcipomyia och familjen svidknott. Inga underarter finns listade i Catalogue of Life.